# Linophryne escaramosa
Linophryne escaramosa är en fiskart som beskrevs av Erik Bertelsen 1982. Linophryne escaramosa ingår i släktet Linophryne och familjen Linophrynidae. Inga underarter finns listade i Catalogue of Life.